# Сакварелидзе, Павел Михайлович
Павел Михайлович Сакварелидзе (груз. პავლე მიხეილის ძე საყვარელიძე, 1885, Квирилы, Кавказская администрация — 12 ноября 1937) — грузинский советский писатель.

## Биография
Из дворян. Учился в Кутаисской классической гимназии. За участие в революционном движении неоднократно арестовывался. В 1916 году был осуждён на 4 года каторжных работ. В 1921 году вернулся в Тифлис из Сибири.
Член ВКП(б) с 1930 года. Участник первого съезда советских писателей (1934). Занимался редакционной деятельностью.
28 сентября 1937 года был арестован по обвинению в членстве в антисоветской террористической организации и личном осуществлении подрывной работы. Виновным себя признал. Расстрелян 12 ноября 1937 года.